# Antonio Drapier
Antonio Drapier OP (* 28. April 1891 in Creuë-en-Woëvre; † 30. Juli 1967) war römisch-katholischer Erzbischof und apostolischer Delegat für Indochina.

## Leben
Drapier trat in den Dominikanerorden ein und empfing am 24. April 1924 durch den Bischof von Amiens, Charles-Albert-Joseph Lecomte, die Priesterweihe. Bereits am 7. Oktober 1929 wurde er zum Titularerzbischof von Neocaesarea in Ponto ernannt. Die Bischofsweihe spendete ihm am 22. Dezember 1929 der chaldäische Bischof von Amadiyah, François David (Daoud); Mitkonsekratoren waren der syrisch-katholische Erzbischof von Mossul, Athanase Cyrille Georges Dallal, und der armenisch-katholische Erzbischof von Mardin Jacques Nessimian. Drapier war ab 1929 in diplomatischer Mission als apostolischer Delegat für den Irak und von 1936 bis 1950 für Indochina tätig.